# Slag aan de Irpin
De Slag aan de Irpin (Oekraïens: Ірпінь) was een veldslag in 1321 of 1324 waarin het Litouwse leger onder leiding van Gediminas de squadrons van de Kievse vorst Stanislav en zijn bondgenoten versloeg. De campagne tegen Kiev werd uitgevoerd een jaar nadat Gediminas Wolynië had veroverd en markeerde het begin van de eeuwenlange heerschappij van het grootvorstendom Litouwen (en vervolgens het Pools-Litouwse Gemenebest) over de Litouws Roes'.

## Strijd in de geschiedschrijving
Stanislav van Kiev, evenals Oleg van Perejaslavl, die werden genoemd onder de Roes' vorsten die zich tegen Gediminas verzetten, worden door de historici geïdentificeerd als vorsten van het toenmalige Kiev, afstammelingen van de Olgovitsjen van Poetivl. De kronieken noemen hun bondgenoten Roman van Brjansk (in feite stierf deze in 1288, en een regering van Roman Glebovitsj van de Smolensker Rostislavitsjen in Brjansk is onbekend, daarnaast stief deze al in 1313), Lev van Loetsk of ook Lev Danilovitsj van Loetsk (Lev Danilovitsj van Galicië stierf in 1301, en Lev Joerjevitsj van Galicië stierf in het voorjaar van 1323, mogelijk in de Slag aan de Irpin) en Vladimir van Vladimir (in de pre-revolutionaire geschiedschrijving werd op basis hiervan een Vladimir Lvovitsj, de vermeende zoon van Lev Joerjevitsj, gereconstrueerd; Vladimir Vasilkovitsj stierf in 1288), die stierf terwijl hij Wolynië verdedigde, al vóór de slag aan de Irpin. De kronieken noemen ook Lev, een schoonzoon van Roman van Brjansk (dat wil zeggen de echtgenoot van een zus of dochter), en spreken over Stanislavs daaropvolgende vlucht naar Rjazan en zijn regering daar, wat niet wordt erkend door de geschiedschrijving.
Volgens de primaire bronnen vond de strijd plaats in 1321. Historici hebben deze datum herzien. Volgens verschillende visies vond de veldtocht van Gediminas tegen Kiev plaats in de periode 1322 - 1325. In het bijzonder dateert Sjaboeldo de verovering van Wolynië door Gediminas in de herfst van 1323, en de campagne tegen Kiev en de Slag aan de Irpin in mei - juni 1324.
Er is ook een standpunt dat alle berichten over de strijd, vanwege hun late oorsprong en afwezigheid in een aantal andere bronnen uit die tijd, onbetrouwbaar zijn. Het werd met name verdedigd door Groesjevski, Antonovitsj, Leontovitsj, Presnjakov en anderen.

## Achtergrond
Sinds het einde van de 13e eeuw bevond het vorstendom Kiev zich in de invloedssfeer van de Nogai-horde, en tijdens de liquidatie ervan door kan Tochta van Saraj(1299) werd Kiev onderworpen aan verwoestingen. De politieke geschiedenis van het vorstendom is zeer slecht bekend. Kiev en de omliggende vorstendommen vielen onder vorsten van de Oligovitsjen van Poetivl. Er wordt aangenomen dat het vorstendom Kiev in die tijd afhankelijk was van het naburige vorstendom Galicië-Wolynië. In het midden van de 13e eeuw voerden de Litouwers, profiterend van de verzwakking van de Roes' landen, roofaanvallen uit op Zuid-Roes', zoals de pauselijke diplomaat Johannes van Pian del Carpine schreef.
In 1316, tijdens het leven van zijn voorganger Vytenis, begon Gediminis met zijn expansie naar de zuidwestelijke Roes' landen, waarbij hij de Wolynische steden Berestje en Dorogitsjin veroverde. Gemeenschappelijke belangen in de strijd tegen de Duitse Orde maakten het echter mogelijk om vrede te sluiten met de Galicisch-Wolynische vorsten Lev en Andrej Joerjevitsj. Nadat hij Berestje aan de Joerjevitsjen had teruggegeven en een dynastieke alliantie met hen had gesloten, trouwde Gedimin zijn zoon Liubartas met de dochter van Andrej Joerjevitsj en bracht de Orde in Samogitië een beslissende nederlaag toe. In het voorjaar van 1323 stierven Lev en Andrej Joerjevitsj, in het verband van de voortdurende confrontatie tussen Galicië en de Horde, en daarom informeerde de Poolse koning Wladislaus de Korte de paus over de opkomende dreiging van de Horde voor de katholieke landen. Al in de zomer en herfst ondernamen Pools-Hongaarse troepen hun eerste campagne in Galicië. In de herfst van hetzelfde jaar veroverde Gediminas Wolynië, waarna hij zich voor de winter terugtrok in de Berestje-regio.

## Verloop
Aan het einde van de lente van 1324 trok Gediminas naar het land van Kiev. Nadat hij de vesting Ovroetsj had ingenomen, naderde hij Zjitomir, dat na een korte belegering ook viel. Hierna trok het Litouwse leger richting Kiev, waarbij alles op haar pad werd ‘geplunderd en verbrand. Het Roes' leger, geleid door Stanislav en de met hem verbonden vorsten, schoot Zjitomir niet te hulp, maar ontmoette de Litouwers in een veld nabij de rivier de Irpin. Maciej Stryjkowski rapporteert over de deelname van Horde-troepen aan de confrontatie met de Litouwers in Irpin, evenals een jaar eerder in Wolynië.
De aanvallende Kieviërs en hun bondgenoten werden met geweervuur beantwoord, waarna een direct gevecht begon. Het was hardnekkig en langdurig. Gediminas en zijn lijfwachten scheidden zich af van het hoofdleger en lanceerden een flankaanval op het Roes' leger, waarbij de gelederen werden verstoord, waarna het Litouwse leger zowel in het centrum als op de flanken het tij in haar voordeel kon keren. Stanislav en de Kieviërs begonnen zich terug te trekken, en de dood van de Roes' vorsten, waaronder Oleg Perejaslavl, wordt door de kroniek in verband gebracht met hun felle verzet. Nadat ze de Roes' legers op de vlucht hadden gejaagd, "reden, sloegen, hakten en namen de Litouwers gevangenen". Vorst Stanislav organiseerde de verdediging van de hoofdstad niet, maar vluchtte naar het Vorstendom Rjazan. De Litouwers werden echter gedwongen Kiev te belegeren en meer dan een maand lang te bestormen. Zonder op hulp van de voortvluchtige vorst te wachten, gaf Kiev zich op basis van vazalschap over aan Gediminas. Samen met Kiev namen de Litouwers ook Perejaslav, Poetivl, Vysjgorod, Kanev en Belgorod-Kievski in. Het gemak waarmee de Litouwers na de slag de Roes' steden wisten te veroveren, spreekt van de verwoestende uitkomst van de Slag aan de Irpin.

## Gevolgen

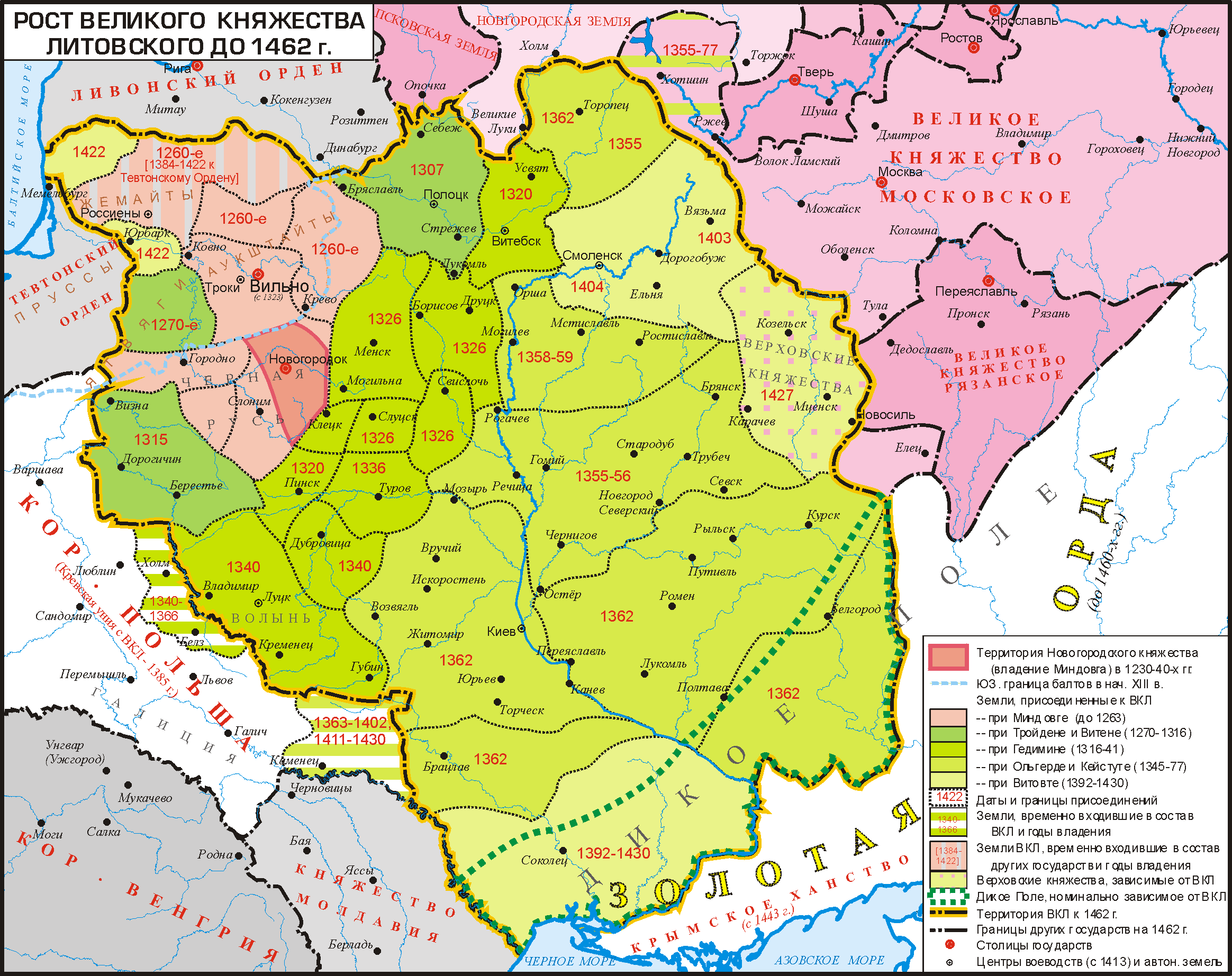
groei van het Groothertogdom Litouwen tot 1462

In Kiev installeerde Gediminas zijn gouverneur, Mindaug van Holszanski, die daar bleef tot 1331.
De Nikonkroniek rapporteert al in 1324 een succesvolle campagne van de Tataren tegen Litouwen. Dit werd gevolgd door een bezoek van een Horde-afvaardiging aan Litouwen, de eerste botsingen tussen Litouwers en Polen in Mazovië en Galicië, en de Pools-Litouwse vrede, bezegeld door het huwelijk van de Poolse vorst Casimir met de dochter van Gediminas in 1325.
In de daaropvolgende jaren, tijdens de regering van vorst Fjodor van Kiev, was het baskakendom in Kiev gebruikelijk, tot de Slag van de Blauwe Wateren in 1362, toen, als gevolg van de Litouwse overwinning op de Gouden Horde, de zuidelijke Roes' landen uiteindelijk deel gingen uitmaken van het grootvorstendom Litouwen.
De uitkomst van de Slag aan de Irpin bepaalde de eeuwenlange macht van het grootvorstendom Litouwen en vervolgens het Pools-Litouwse Gemenebest over zuidelijk Roes'. De reden voor het zwakke verzet tegen de Litouwse verovering was de voortdurende achteruitgang van de zuidelijke Roes' landen, verwoest en ontvolkt als gevolg van de Mongoolse invasie en regelmatige invallen van de Gouden Horde. Tot de Unie van Lublin in 1569, toen ze gedwongen werden af te staan aan de Kroon van het Poolse Koninkrijk, maakten deze landen deel uit van Litouws Roes'.